# Sonic Highways
Sonic Highways é o oitavo álbum de estúdio da banda norte-americana de rock Foo Fighters, lançado em 10 de novembro de 2014.
O álbum contém oito canções, cada uma gravada em uma cidade distinta dos EUA: Austin, Chicago, Los Angeles, Nashville, Nova Orleans, Nova Iorque, Seattle e Washington, DC. O álbum será distribuído nos formatos CD, LP e download digital. Suas prensagens em vinil serão embaladas em nove capas diferentes, representando cada uma das oito cidades. Embora a maioria dos varejistas não garantem cobrir o valor caso haja erros na compra, a pré-venda do álbum no site oficial da banda terá a capa do álbum como opção de escolha.
O primeiro single, "Something from Nothing" foi lançado em 16 de outubro de 2014,e um dia depois a série da HBO Foo Fighters: Sonic Highways teve o episódio piloto lançado.

## Antecedentes e concepção
Apesar de anunciar uma pausa após a turnê de Wasting Light, mais tarde em janeiro de 2013 Grohl disse que a banda estava começando a escrever material para o seu oitavo álbum de estúdio. Em 20 de fevereiro de 2013, no Brit Awards, Grohl disse que estava viajando de volta para américa no próximo dia para começar a trabalhar no novo álbum.

## Gravação
Em 6 de setembro de 2013, Chris Shiflett postou uma foto em seu Instagram dizendo que foram indicadas 13 canções para serem gravadas no próximo álbum. Rami Jaffee havia gravado partes para três canções, uma delas intitulada "In The Way". Butch Vig que havia produzido o último álbum lançado da banda, Wasting Light, confirmou que iria produzir o próximo álbum também. Em 30 de julho de 2014, Vig revelou que a banda havia finalizado o processo de gravação e o álbum estava programado para ser lançado um mês após o lançamento da série de televisão Sonic Highways Em Agosto de 2014 em um press release Grohl comentou sobre o álbum, dizendo: "Este álbum é instantaneamente reconhecível como uma gravação do Foo Fighters, mas há algo profundo e mais musical nele. Eu acho que essas cidades e essas pessoas nos influenciaram a explorar novos territórios musicais, sem perder nossa ‘identidade’."

## Recepção
| Críticas profissionais | Críticas profissionais |
| Pontuações agregadas   | Pontuações agregadas   |
| Fonte                  | Avaliação              |
| ---------------------- | ---------------------- |
| Metacritic             | 63/100                 |
| Avaliações da crítica  |                        |
| Fonte                  | Avaliação              |
| Chicago Tribune        | [ 14 ]                 |
| Consequence of Sound   | C-                     |
| Entertainment Weekly   | B                      |
| The Guardian           | [ 17 ]                 |
| NME                    | 7/10                   |
| Pitchfork Media        | 5.6/10                 |

Sonic Highways recebeu em geral críticas positivas dos críticos musicais. No Metacritic, o álbum recebeu a média de 63 de 100, baseada em 6 críticas.

## Faixas
| N.º            | Título                             | Duração |  |
| 1.             | "Something from Nothing"           | 4:49    |  |
| 2.             | "The Feast and the Famine"         | 3:50    |  |
| 3.             | "Congregation"                     | 5:12    |  |
| 4.             | "What Did I Do?/God as My Witness" | 5:44    |  |
| 5.             | "Outside"                          | 5:15    |  |
| 6.             | "In the Clear"                     | 4:04    |  |
| 7.             | "Subterranean"                     | 6:08    |  |
| 8.             | "I Am a River"                     | 7:09    |  |
| Duração total: | Duração total:                     | 41:31   |  |

## Ficha técnica
Banda
- Dave Grohl – vocal, guitarra rítmica
- Taylor Hawkins – bateria, vocal de apoio
- Chris Shiflett – guitarra solo
- Nate Mendel – baixo
- Pat Smear – guitarra rítmica

Músicos convidados
- Rami Jaffee - teclado
- Rick Nielsen - Guitarra barítono em "Something from Nothing"
- Bad Brains - Vocal de apoio em "The Feast and the Famine"
- Zac Brown - guitarra e vocal de apoio em "Congregation"
- Gary Clark Jr. - guitarra em "What Did I Do?/God As My Witness"
- Joe Walsh - guitarra em "Outside"
- Preservation Hall Jazz Band - sax tenor, bateria, piano, trombone, trompete, tuba em "In the Clear"
- Ben Gibbard - guitarra e vocal em "Subterranean"
- Joan Jett - guitarra em "I Am A River"

## Paradas musicais
| Paradas (2014)                      | Melhor posição |
| ----------------------------------- | -------------- |
| Alemanha (Media Control)            | 2              |
| Austrália (ARIA)                    | 1              |
| Áustria (Ö3 Austria Top 40)         | 2              |
| Bélgica Flanders (Ultratop 50)      | 4              |
| Bélgica Valônia (Ultratop 40)       | 1              |
| França (SNEP)                       | 18             |
| Grécia (IFPI)                       | 39             |
| Hungria (MAHASZ)                    | 35             |
| Irlanda (IRMA)                      | 5              |
| Itália (FIMI)                       | 7              |
| Países Baixos (Dutch Charts)        | 2              |
| Nova Zelândia (RMNZ)                | 2              |
| Noruega (VG-lista)                  | 3              |
| Polónia (ZPAV)                      | 10             |
| Portugal (AFP)                      | 8              |
| Suécia (Sverigetopplistan)          | 5              |
| Reino Unido (Official Albums Chart) | 2              |
| Estados Unidos (Billboard 200)      | 2              |

## Certificações
| País                  | Certificação | Vendas   |
| --------------------- | ------------ | -------- |
| Alemanha (BVMI)       | Ouro         | 100.000+ |
| Austrália (ARIA)      | Platina      | 70.000+  |
| Áustria (IFPI)        | Ouro         | 7.500+   |
| Canadá (Music Canada) | Platina      | 80.000+  |
| Holanda (NVPI)        | Ouro         | 20.000+  |
| Itália (FIMI)         | Ouro         | 25.000+  |
| Nova Zelândia (RMNZ)  | Platina      | 15.000+  |
| Reino Unido (BPI)     | Platina      | 316.770  |

## Histórico de lançamento
| País/Região    | Data                   | Formato           | Gravadora |
| -------------- | ---------------------- | ----------------- | --------- |
| Estados Unidos | 10 de novembro de 2014 | CD Download Vinil | RCA       |